# Tanyproctus iranicus
Tanyproctus iranicus är en skalbaggsart som beskrevs av Rudolph Petrovitz 1968. Tanyproctus iranicus ingår i släktet Tanyproctus och familjen Melolonthidae. Inga underarter finns listade i Catalogue of Life.